# Eriostylos stefaninii
Eriostylos stefaninii är en amarantväxtart som först beskrevs av Emilio Chiovenda, och fick sitt nu gällande namn av C. C. Towns. Eriostylos stefaninii ingår i släktet Eriostylos och familjen amarantväxter. Inga underarter finns listade i Catalogue of Life.